# Аджи-Бике
Аджи́-Бике́ (крымскотат. Acı Bike, Аджы Бике) — исчезнувшая деревня в Бахчисарайском районе Республики Крым (согласно административно-территориальному делению Украины — Автономной Республики Крым), находилась на севере района, на правом берегу средней части Альминской долины, на её пересечении с долиной между Внешней и Внутренней грядами Крымских гор, у подножия вершины куэсты, горы Кизил-Джар.

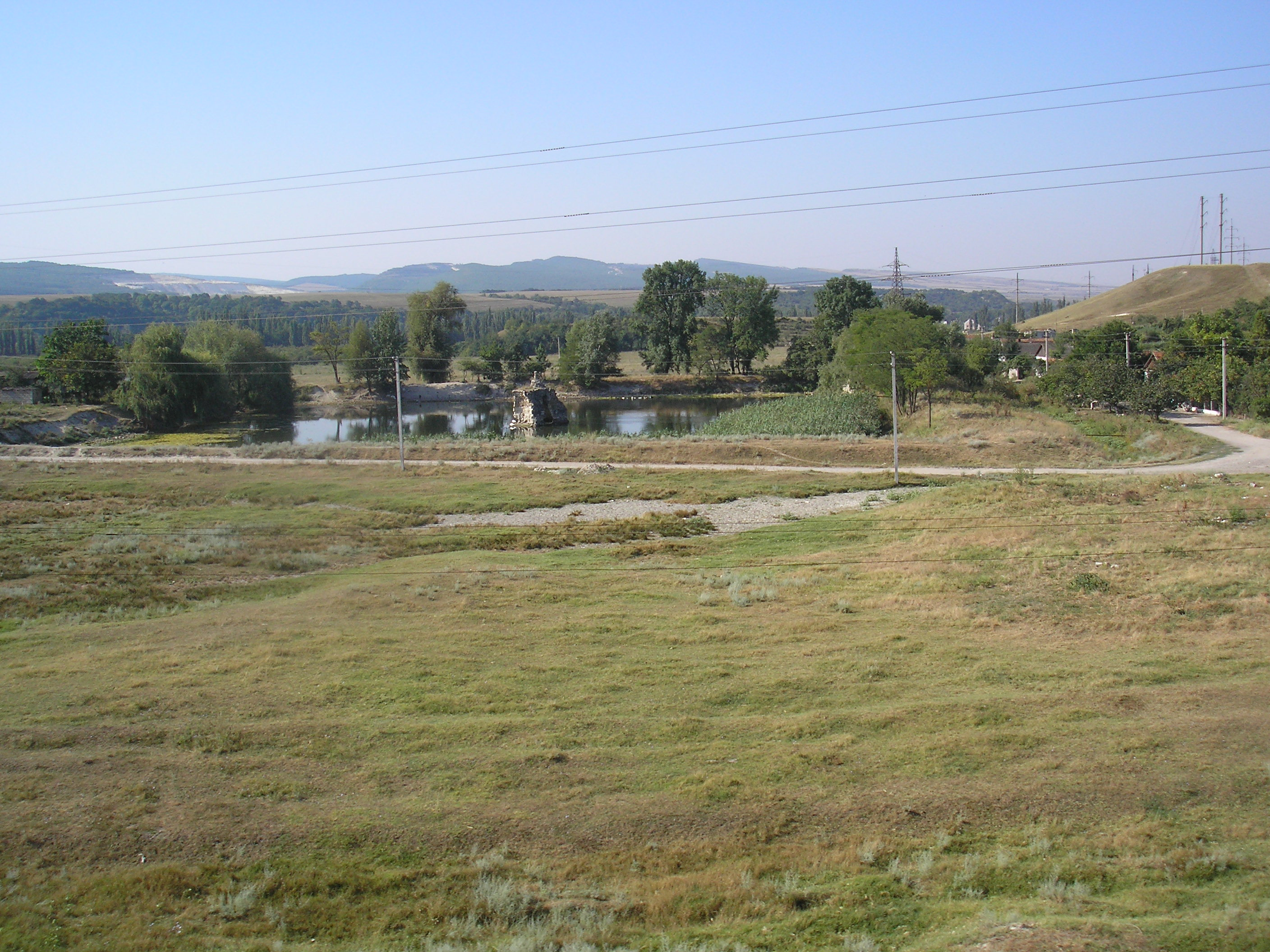
Бывшая усадьба Аджи-Бике

## История
Во времена Крымского ханства Аджи-Бике была, вероятно, одним из крупнейших поселений в округе и, согласно Камеральному Описанию Крыма 1784 года, входила в Бахчисарайский кадылык Бахчисарайского каймаканства. После присоединения Крыма к России (8) 19 апреля 1783 года, (8) 19 февраля 1784 года, именным указом Екатерины II сенату, на территории бывшего Крымского Ханства была образована Таврическая область и деревня была приписана к Симферопольскому уезду. После Павловских реформ, с 1796 по 1802 год, входила в Акмечетский уезд Новороссийской губернии. По новому административному делению, после создания 8 (20) октября 1802 года Таврической губернии, Аджи-Бике был включён в состав Актачинской волости Симферопольского уезда.
По Ведомости о всех селениях в Симферопольском уезде состоящих с показанием в которой волости сколько числом дворов и душ… от 9 октября 1805 года, в Аджи-Бике записан 21 двор со 108 жителями, все крымские татары, а земли принадлежали генералу Толстому. Вскоре земля сменила хозяина: деревню и окрестности пожаловали графу Мезону, проявившему себя деятельностью среди крымских ногаев, в гости к которому не раз приезжал выдающийся исследователь Крыма Пётр Иванович Кёппен.
И если на военной карте генерал-майора Мухина 1817 года ещё обозначена деревня с 18 дворами, то в «Ведомости о казённых волостях Таврической губернии 1829 года» Аджи-Бике уже не числится — видимо была покинута жителями в результате эмиграции крымских татар в Турцию. На карте 1836 года на месте деревни обозначена дача графа Мезона, как и на карте 1842 года.
В 1860-х годах, после земской реформы Александра II, имение отнесли к Мангушской волости. По результатам VIII ревизии 1864 года, опубликованным в Списке населённых мест Таврической губернии по сведениям 1864 года, записан владельческий хутор Аджи-Бике с 4 дворами, 32 жителями, в имении вдовы графа де-Мезона действовал чугунолитейный заводик и механические мастерские, выпускавшие передовую, по тому времени, сельхозтехнику; к нему же приписана находящаяся в 1 версте Альминская почтовая станция (то же зафиксировано на трёхверстовой карте Шуберта 1865—1876 года). Позже в документах название Аджи-Бике не встречается. В результатах Х ревизии 1887 года, собранных в «Памятной книге Таврической губернии 1889 года» деревня не упоминается, а на подробной карте 1889 года обозначена безымянная усадьба. После земской реформы 1890-х годов усадьбу отнесли к новой Тав-Бодракской волости.
В Статистическом справочнике Таврической губернии 1915 года в Тав-Бадракской волости Симферопольского уезда числятся приписанные к деревне Улаклы 2 сада Хаджи-Бике без населения.
После установления в Крыму Советской власти, по постановлению Крымревкома от 8 января 1921 года была упразднена волостная система и село включили в состав вновь созданного Подгородне-Петровского района Симферопольского уезда, а в 1922 году уезды получили название округов. 11 октября 1923 года, согласно постановлению ВЦИК, в административное деление Крымской АССР были внесены изменения, в результате которых был ликвидирован Подгородне-Петровский район и образован Симферопольский и Аджи-Бике включили в его состав. Видимо, на базе национализированных садов была создана артель. Согласно Списку населённых пунктов Крымской АССР по Всесоюзной переписи 17 декабря 1926 года, в артели Аджи-Беки, Базарчикского сельсовета Симферопольского района, числилось 12 дворов, из них 11 крестьянских, население составляло 48 человек (21 мужчина и 27 женщин). В национальном отношении учтено 40 русских и 8 украинцев. В дальнейшем в доступных источниках название не встречается, видимо, бывшее имение постепенно поглотило село Тополи.
Сейчас от помещичьей усадьбы сохранился пруд с недействующим фонтаном в западной части села Тополи.